# 长羽针茅
长羽针茅（学名：Stipa krighisorum）是一种禾本科植物。这种植物分布于中国新疆天山、阿尔泰山和准噶尔西部山地；此外在蒙古、中亚也有分布。